# Belaïd Hamidi
Belaïd Hamidi (en arabe : بلعيد حميدي) est un footballeur algérien né le 7 mai 1996 à Saïda. Il évolue au poste de milieu offensif au CR Belouizdad.

## Biographie
Il évolue en première division algérienne avec son club formateur, l'USM El Harrach et la JS Saoura,.